# Bombdåden i Madrid 2004
Bombdåden i Madrid (på spanska även känt som 11-M efter datumet 11 mars) skedde 11 mars 2004, i Spaniens huvudstad Madrid. Det var tre samordnade attentat, genomförda mitt under morgonens rusningstrafik, på flera Cercanías-pendeltåg vid tre olika stationer i Madrid. Vid attentatet dödades 193 personer och 2 050 skadades. Attentatet räknas som ett av de värsta som ägt rum i Europa under fredstid.

## Förlopp
Explosionerna ägde rum i ett antal tågvagnar vid stationerna Atocha, El Pozo och Santa Eugenia strax efter halv åtta på morgonen. De var inställda för att explodera inne på stationsområdena där folk kliver av och på, för att orsaka maximal förödelse. På det två minuter försenade tåget till Calle Téllez exploderade bomberna 500 meter från Atocha-stationen. Senare upptäcktes även tre odetonerade laddningar, som enligt den spanske regeringsmannen Eduardo Zaplana varit inställda för att detonera när räddningsmanskapet anlände.
De flesta omkomna var spanjorer, men många av de drabbade var utlänningar och papperslösa. Detta försvårade identifieringsarbetet eftersom många familjer var rädda att de skulle bli utvisade om de gav sig till känna. Tre dagars landssorg utlystes i Spanien och i de flesta europeiska länder hölls en tyst minut måndagen den 15 mars till minne av offren.

### Ansvariga

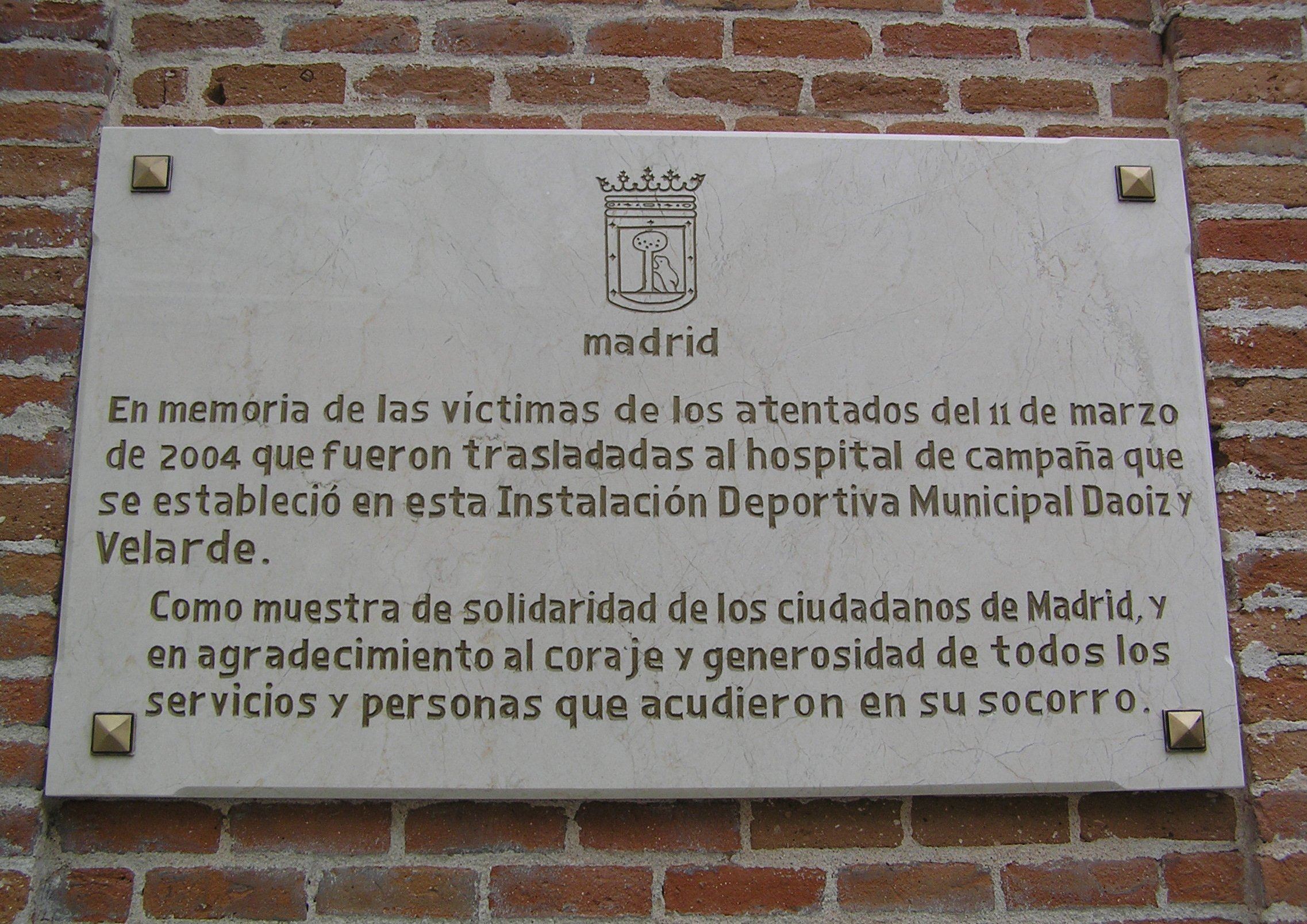
Minnesplakat uppsatt av Madrids kommun till minne av de döda i bombdådet.

Trots att det tidigt fanns tecken på att dådet var ett verk av islamistiska terrorister hävdade den spanske inrikesministern Ángel Acebes (Partido Popular) att den baskiska separatiströrelsen ETA var ansvarig. En dag senare dementerades alla påstående om ETA:s inblandning av ledare för separatiströrelsen i den baskiska nyhetstidningen Gara. Polisens spaningar fokuserades redan från början på islamistiska nätverk, och två dagar efter attackerna greps tre marockaner och två indier misstänkta för inblandning i dådet. 
Partido Popular-regeringen förlorade valet som hölls den 14 mars, tre dagar efter dådet. En orsak till regeringens oväntade förlust kan ha varit att allmänheten uppfattade regeringens försök att skylla dåden på ETA som ett oärligt försök att ta fokus från sin egen impopulära Irak-politik.
Socialistpartiet, som vann valet, hade under valkampanjen lovat att dra tillbaka Spaniens trupper från Irak, vilket man också gjorde strax efter valet.
Den 3 april 2004 dog flera av de huvudmisstänkta för dådet. De sprängde sig själva till döds i en lägenhet i Madrid-förorten Leganés, när polisen förberedde en stormning. Bland de döda fanns tunisiern Sarhane ben Abdelmajid Fakhet, som misstänktes vara ledaren bakom den grupp som utförde bombdåden den 11 mars.
Den 31 oktober 2007 föll domarna mot 28 personer som pekats ut som ansvariga, sju friades och 21 fälldes. De strängaste straffen som utdelades var 40 000 år i fängelse. De tre personer som utpekats som de som planerat dådet frikändes, vilket orsakat starka reaktioner.

### Följder
Terrorattentatets datum gjordes 2005 till en officiell minnesdag av EU (franska: Journée européenne en mémoire des victimes du terrorisme) för att hedra offer för terrorism. År 2019 gjorde terrorattentatets datum 11 mars till officiell minnesdag i Frankrike av president Emmanuel Macron dels på grund av attentatet i Madrid men även Attentaten i Frankrike mars 2012 som även de inleddes 11 mars av Mohammed Merah.